# Синтетична популация българска млечна овца
Синтетична популация българска млечна овца е най-многобройната, най-широко разпространена и най-новата българска порода овце с предназначение добив на вълна, мляко и месо.

## Разпространение
Породата е разпространена в стопанства в селища, намиращи се в предпланините и равнинните райони на България. Породата е създадена чрез многопородно кръстосване и целенасочена селекция. В породообразуването вземат участие овце и кочове от породите Черноглава плевенска овца, Старозагорска овца, Аваси, Източнофризийска овца и много други. Призната е за порода през 2005 г.
Към 2008 г. броят на представителите на породата е бил 1 020 300 индивида.
Рисков статус – няма риск.

## Описание
Поради това, че в създаването на породата са участвали няколко млечни и няколко тънкорунни и полутънкорунни породи овце популацията е разнородна по морфологични признаци. Овцете са едри, с дълго тяло и здрава костна система. Поради участието на черноглавата плевенска овца и аваси се допускат пигментирани петна по лицето, ушите и краката. Вимето е добре развито с провилно поставени цицки. Разнообразието по отношение на екстериор и тегло може да е доста голямо. Вълната е еднородна. Агнетата имат добра растежна способност.
Овцете са с тегло 65 – 68 kg, а кочовете 90 – 95 kg. Средният настриг на вълна е 3 – 4 kg. Плодовитостта е в рамките на 125 – 145%. Средната млечност за лактационен период е 170 – 230 l.